# Rue Féry
La rue Féry est une voie de la ville de Reims.

## Situation et accès
La rue traverse le jardin du couvent des Minimes de Reims aujourd'hui disparu.
Elle est à sens unique et a une voie cyclable à contre-sens, elle arrive juste en face du portail sud de la basilique.

## Origine du nom
Elle rend hommage à Dom André Féry (1714-1772), Minimes qui participait à l'œuvre de Jean Godinot en construisant une pompe à eau pour les fontaines de la ville.

## Historique
Ancienne « rue aux Porcs » elle prend sa dénomination actuelle en 1841.

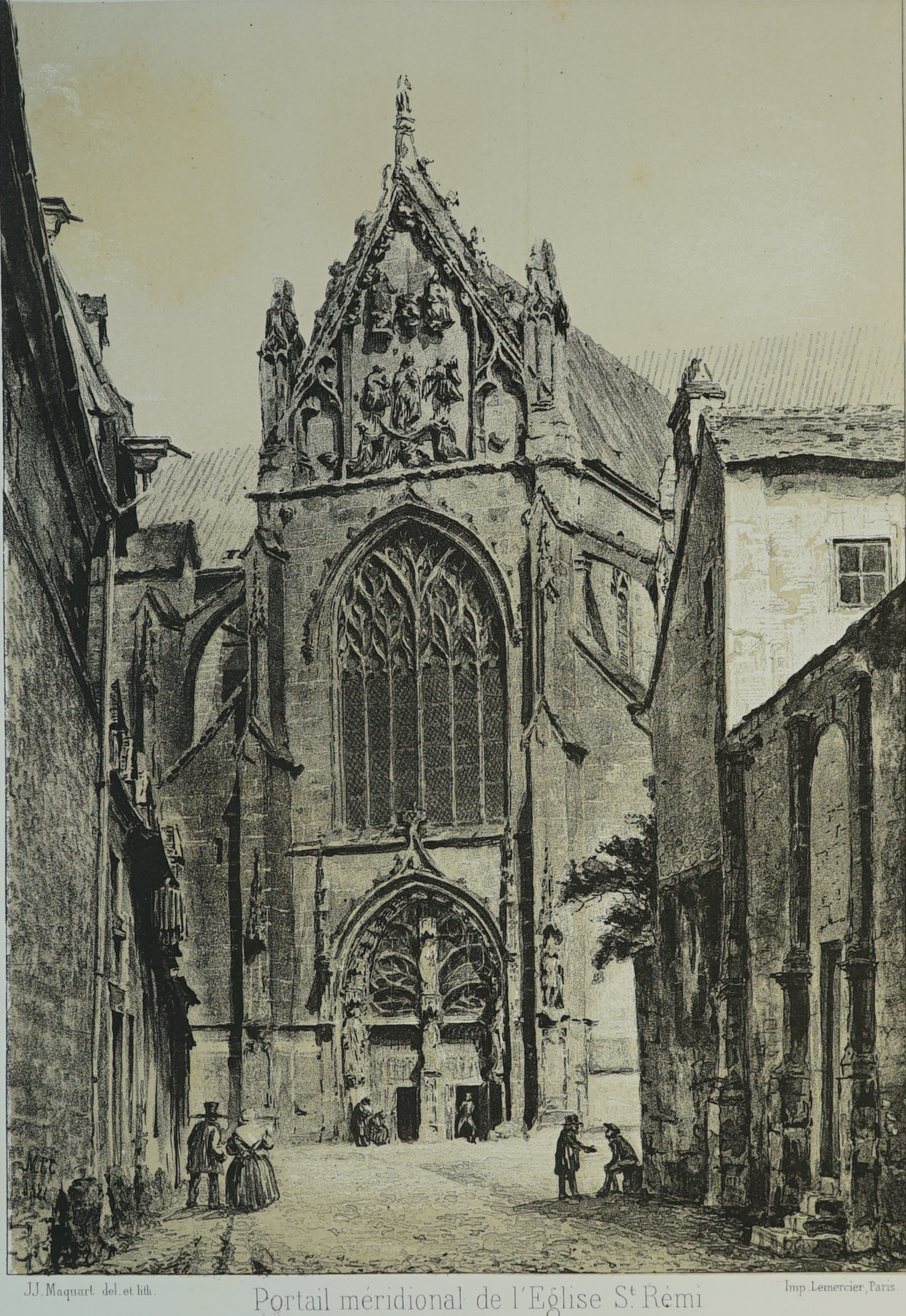
Au XIXe siècle par Maquart,
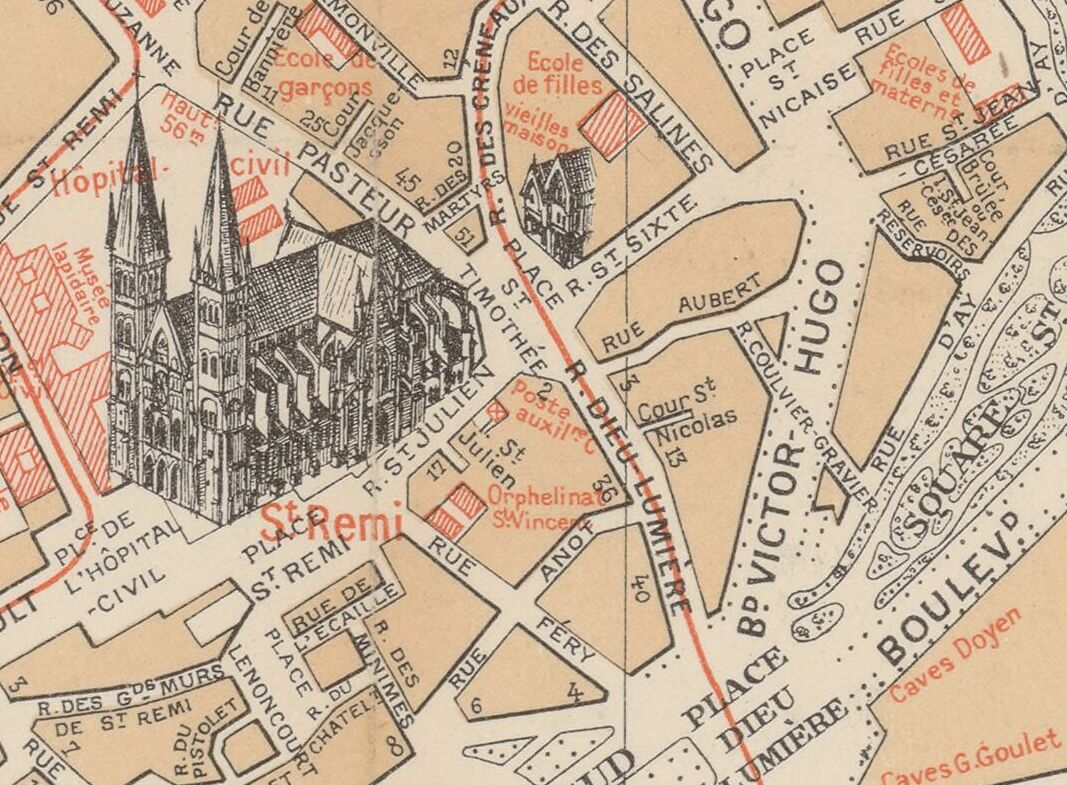
sur un plan de 1912.

## Bâtiments remarquables et lieux de mémoire
- Au n°12 : ancien bâtiment de l'Usine de produits pharmaceutiques Grandval.
- Au n°1 et 3 : Foyer Saint-rémi

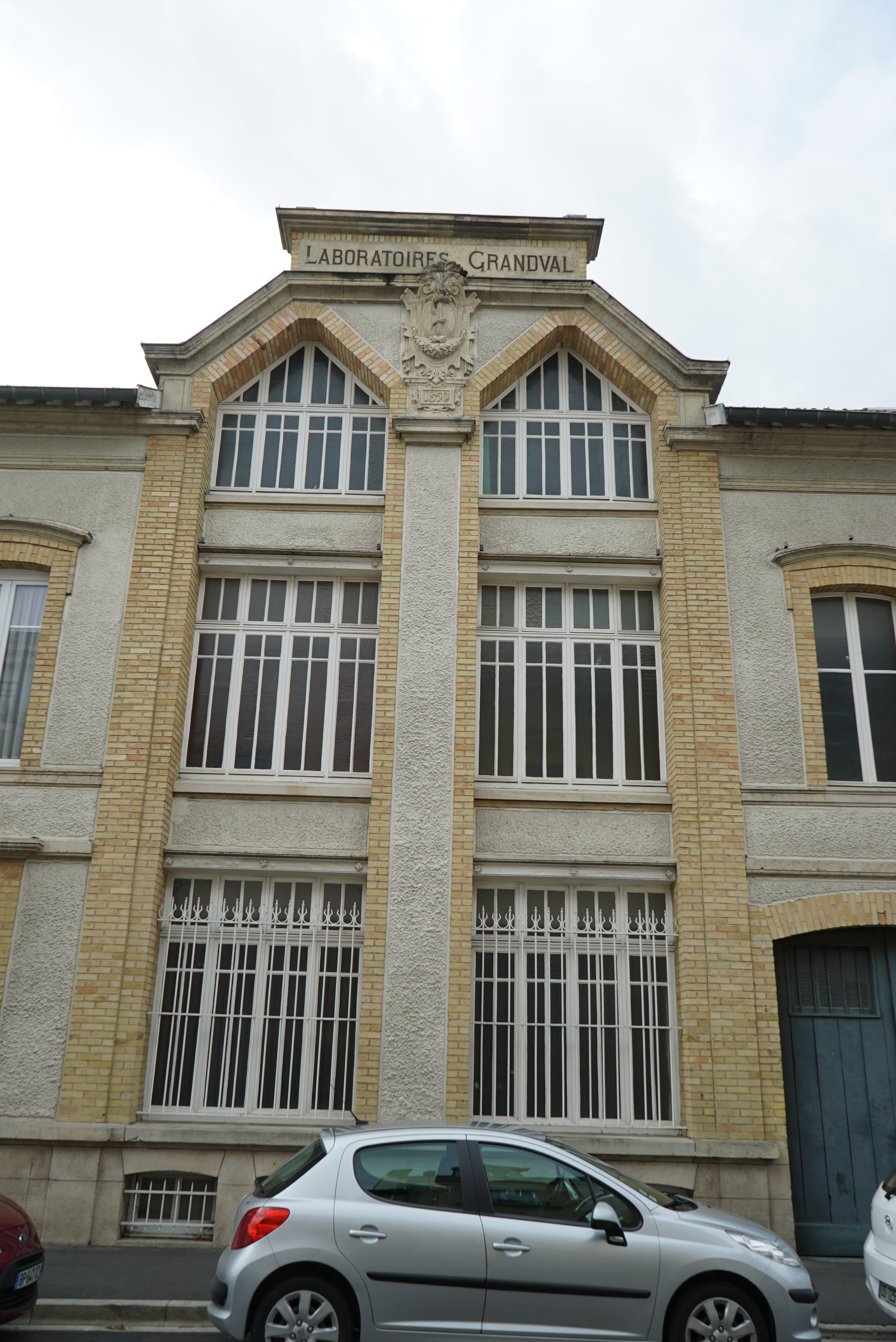
Anciennes usines Grandval,
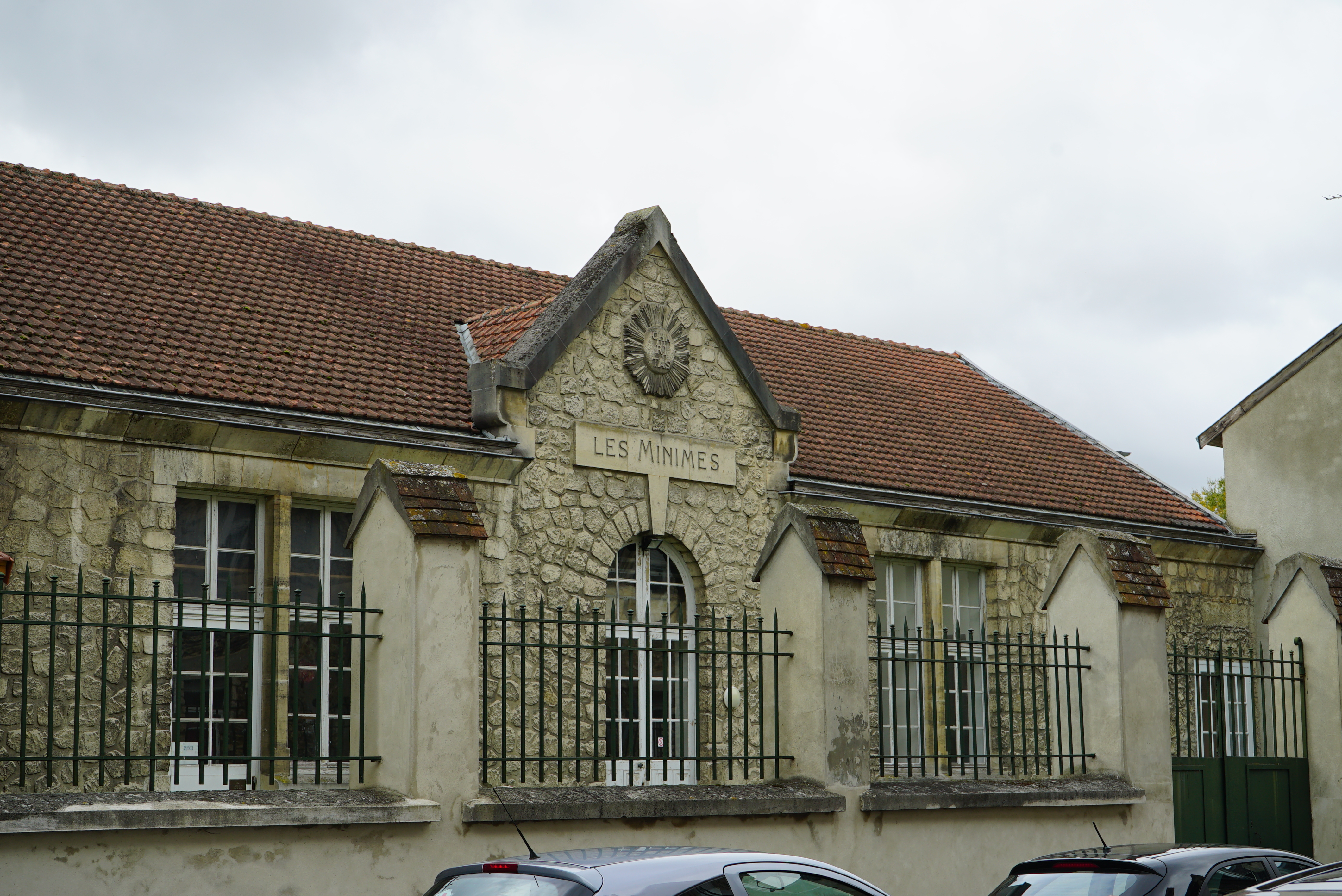
les Minimes.